# Paraplesiops meleagris
Paraplesiops meleagris är en fiskart som först beskrevs av Peters, 1869.  Paraplesiops meleagris ingår i släktet Paraplesiops och familjen Plesiopidae. Inga underarter finns listade i Catalogue of Life.
Paraplesiops meleagris blir upp till 35 cm lång.
Arten förekommer i havet vid västra och södra Australien. Den vistas vanligen i regioner som ligger 3 till 45 meter under havsytan. Individerna lever nära klippor och korallrev. Exemplaren bildar monogama par som försvarar ett revir. Några individer kan leva 60 år. Vattnets temperatur ligger mellan 18 och 21°C. Äggen bevakas av hannen.
Ett fåtal exemplar hamnar som bifångst i fiskenät. I regionen inrättades flera skyddszoner. IUCN listar arten som livskraftig (LC).